# Jerzy Hieronim Maria Wojciech Laskarys
Jerzy Hieronim Maria Wojciech Laskarys, Georgius Maria Lascaris (ur. 1706 w Weronie, zm. 1795 w Rzymie) – włoski duchowny katolicki, biskup tytularny Zenopolis in Lycia w 1741 roku, biskup tytularny Teodozji w 1754 roku, opat żołkiewski, patriarcha jerozolimski w 1762 roku, kanonik regularny.
Pochodził z rodziny weneckiej, był synem Teodora XIII, potomka rodziny cesarskiej Nicei, i hrabianki Gertrudy Ricci. W czasie studiów w Rzymie wstąpił do zakonu teatynów. Pełnił m.in. funkcję konsultora Kongregacji Odpustów w Kurii Rzymskiej. W 1738 został mianowany prefektem teatynów we Lwowie, wkrótce został rezydentem Radziwiłłów w Nieświeżu. Z inicjatywy Michała Kazimierza Radziwiłła „Rybeńko” otrzymał w 1741 godność proboszcza-infułata w Ołyce wraz z tytularną stolicą biskupią Zenopolis. W t.r. otrzymał święcenia biskupie w kolegiacie ołyckiej.
Dokonał wizytacji filii Akademii Zamojskiej w Ołyce, a następnie – na mocy brewe papieża Benedykta XIV z 7 maja 1745 – został upoważniony do wizytacji i reformy samej Akademii Zamojskiej. Spotkał się na miejscu z niechęcią duchowieństwa, ale ostatecznie wydał dekret reformujący uczelnię 3 października 1746. Zalecił w tym dekrecie podział akademii na cztery wydziały – teologii, prawa, medycyny i filozofii, a także powołanie przygotowawczych klas mniejszych. Zapewnił uposażenie trzynastu profesorom wydziałowym oraz czterem profesorom klas mniejszych. Powołał do życia także bibliotekę i drukarnię akademicką. Ostatecznie do realizacji całości zaleceń Laskarysa nie doszło z braku funduszów.
W latach 1744–1748 był prepozytem tomaszowskim, od 1748 opatem w Żółkwi. W 1748 otrzymał godność kanonika kapituły lwowskiej. Miejsce w kapitule zachował do końca życia.
Był rzecznikiem ujednolicenia rytu Kościoła unickiego i łacińskiego. W czasie pobytu w Rzymie w 1750 nakłonił Benedykta XIV do wydania encykliki Imposito nibis (1751), w której papież wyraził zgodę na odprawianie łacinnikom nabożeństw w cerkwiach unickich, gdzie nie było konsekrowanych ołtarzy. W 1754 Laskarys został mianowany arcybiskupem tytularnym teodozyjskim, zachowując beneficja w Ołyce, Żółkwi i Lwowie. W 1757 powrócił na stałe do Rzymu, gdzie otrzymał pięć lat później nominację na patriarchę aleksandryjskiego, później patriarchę jerozolimskiego. Był ekspertem Kurii Rzymskiej do spraw Polski, m.in. wszedł w skład powołanej w 1767 Kongregacji do Spraw Polskich. Nakłaniał m.in. papieża do milczenia w sprawie konfederacji barskiej. Utrzymywał do końca życia kontakty z Polakami, był zaprzyjaźniony z rodziną Zamoyskich. W 1787 przesłał katedrze lwowskiej (za pośrednictwem Marcello Bacciarellego) trzy obrazy, przedstawiające Św. Trójcę, Wniebowzięcie oraz Michała Archanioła.
Jego bratankiem był Teodor, generał wojsk litewskich.